# Bilistiche
Bilistiche (in greco antico: Βιλιστίχη?, Bilistìche; Macedonia o Argo, ... – dopo il 264 a.C.) fu l'amante del re d'Egitto Tolomeo II, nota per essere stata una delle poche donne della storia a vincere due gare delle Olimpiadi.

## Biografia

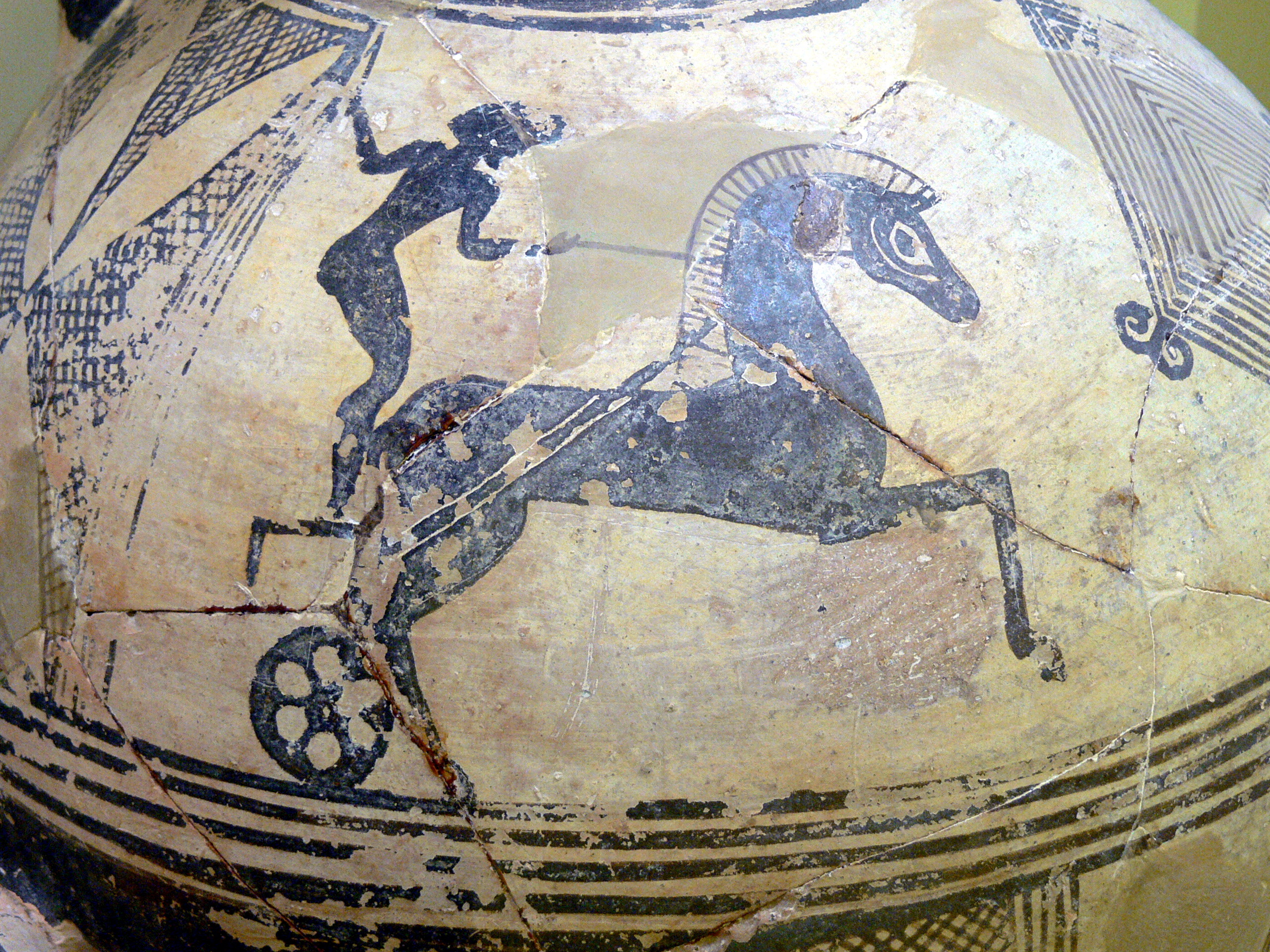
Rappresentazione di una corsa dei carri su un vaso d'argilla del VII secolo a.C. (Museo archeologico di Iraklio).

Non si sa molto della famiglia e della vita e della famiglia di Bilistiche, amante del re d'Egitto Tolomeo II: secondo Pausania era macedone, secondo Ateneo era argiva, mentre secondo Plutarco era stata acquistata al mercato degli schiavi.
È nota per aver vinto due gare di corse dei carri, a due e a quattro cavalli, nel corso dei giochi olimpici del 264 a.C. Alle donne dell'antica Grecia non era infatti permesso partecipare, ed in genere nemmeno assistere, alle gare olimpiche, ma le gare ippiche facevano eccezione perché, in quel caso, l'effettivo partecipante alla competizione non era l'auriga ma il finanziatore del carro e dei cavalli che poteva, appunto, essere anche di sesso femminile.
All'edizione dei giochi di otto anni prima (272 a.C.) era stata la moglie legittima di Tolomeo, Arsinoe II (poi scomparsa nel 268 a.C. circa) a vincere tutte e tre le gare di corsa dei carri, mentre nel 284 a.C. il carro di Berenice I, madre di Arsinoe e suocera di Tolomeo, arrivò primo nella corsa a quattro cavalli.
In precedenza, era stata la spartana Cinisca la prima donna a vincere una gara olimpica nel 396 a.C. e nel 392 a.C., seguita dalla concittadina Eurileonide  nel 368 a.C.
Dopo la sua morte, Bilistiche fu deificata da Tolomeo come Afrodite Bilistiche e secondo Clemente Alessandrino fu sepolta sotto il tempio di Serapide ad Alessandria.